# Gheorghe Lazăr (pedagógus)
Gheorghe Lazăr, magyaros írásmóddal Lázár György (Felek, Szeben vármegye,  1779. június 5. – Felek, 1823. szeptember 17.) román pedagógus, író, görögkeleti lelkész és teológus.

## Élete

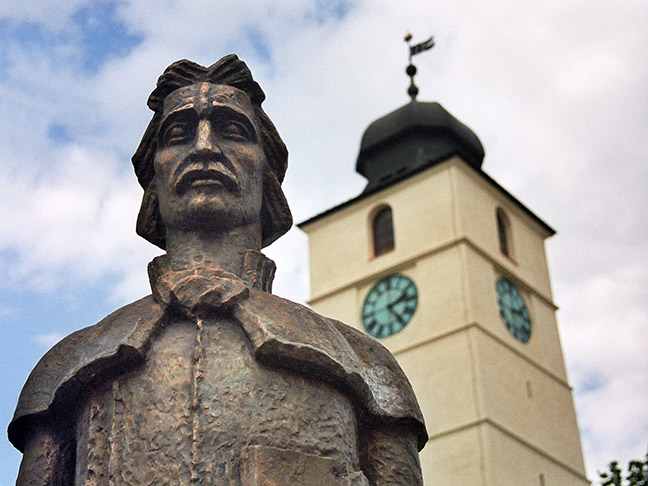
Ghorghe Lazăr szobra Nagyszebenben

A szász Brukenthal báró vette pártfogásába és segélyezte tanulmányai befejezéséig. A bölcseletet és jogot Kolozsvárt végezte, Bécsben pedig a bölcselet, jog és teológia doktorává avatták fel, a hallei egyetem pedig tiszteletbeli tagjává választotta. A francia háború idején a császári hadseregben szolgált. A háború után fölszentelték, majd a nagyszebeni teológia tanára lett. Nemsokára a temesvári püspöki székért pályázott, de nem nyerte el. Ezután átment Havasalföldre, és  Bukarestben a Sfântul Sava iskolában tanított, román nyelven a korábban használt görög helyett. Emiatt sok üldözésnek volt itt is kitéve. A Szent Száva iskolában tanult utóbb a román kultúra sok neves képviselője. 1821-ben akaratereje megtört, és visszatért Erdélybe, ahol 1823-ban meghalt.

## Munkája
- Conductorul tinerimei. Buda, 1826. (Az ifjúság kalauza)

Egyéb munkái kéziratban maradtak.